# Corey Kluber
Corey Scott Kluber (Birmingham, 10 de abril de 1986) es un lanzador estadounidense de béisbol profesional de las Grandes Ligas (MLB) que pertenece a los Boston Red Sox. 
Debutó en 2011 con los Cleveland Indians, estableciéndose en la rotación abridora del equipo en 2013, y lideró la Liga Americana en juegos ganados y ganó el Premio Cy Young en la temporada 2014 y en 2017. Jugó para los Texas Rangers en 2020 y los New York Yankees en 2021, también para los Tampa Bay Rays 2022.

## Carrera profesional

### San Diego Padres
Kluber fue seleccionado en la cuarta ronda del draft de 2007 por los Padres de San Diego. Jugó en ligas menores con los Eugene Emeralds de la Midwest League, Lake Elsinore Storm de la California League y San Antonio Missions de la Texas League hasta 2010.

### Cleveland Indians

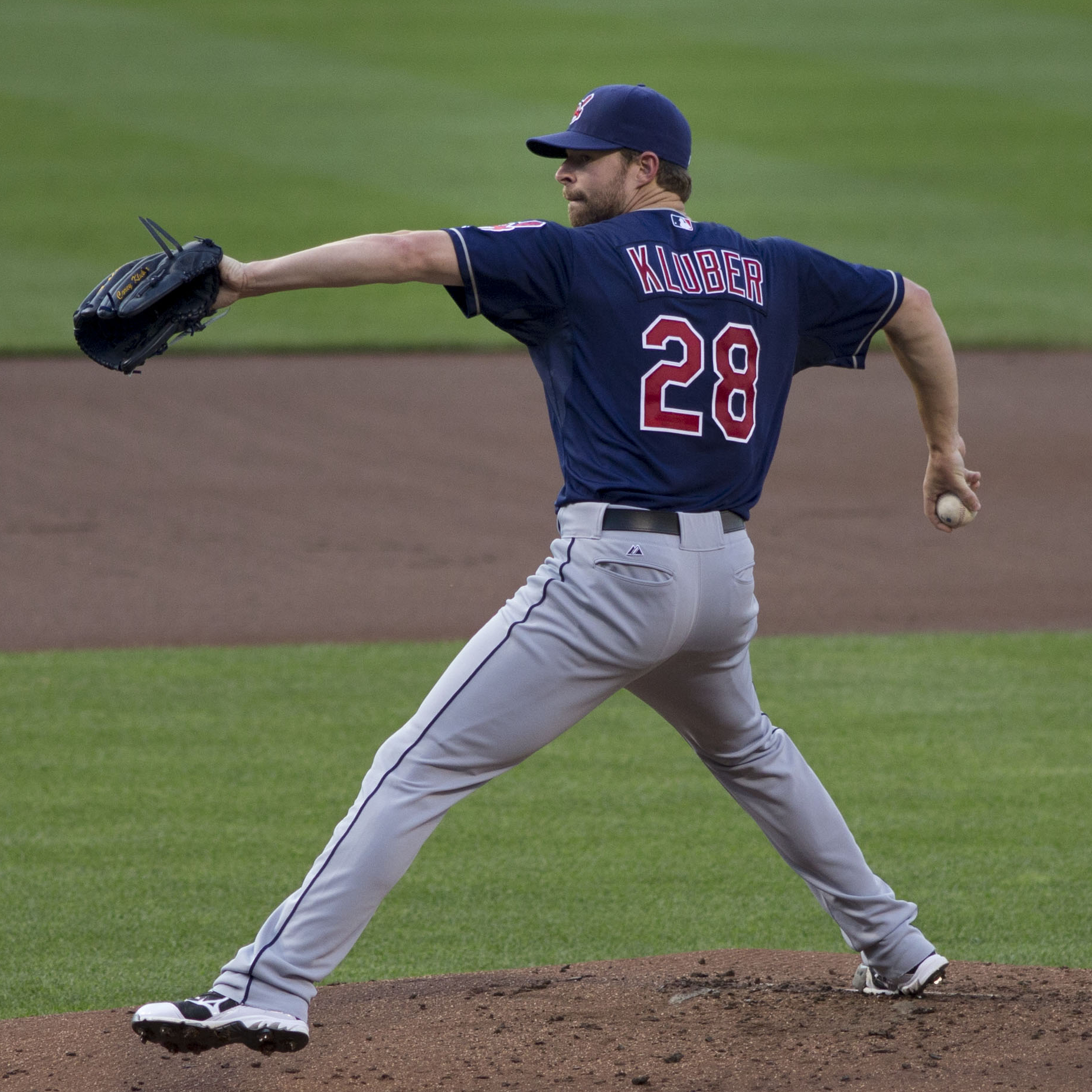
Kluber lanzando con los Indios en 2013.

El 31 de julio de 2010, Kluber fue traspasado a los Indios de Cleveland en un cambio entre tres equipos, en el que los Padres recibieron a Ryan Ludwick y los Cardenales de San Luis a Jake Westbrook y Nick Greenwood. Los Indios asignaron a Kluber a su filial de Clase AA, los Akron Aeros.
En 2011, fue añadido a la plantilla de 40 jugadores de los Indios, e inició la temporada con los Columbus Clippers de Clase AAA. Fue llamado a Grandes Ligas el 1 de septiembre, y debutó ese mismo día. En agosto de 2012, fue llamado nuevamente desde Columbus para tomar el lugar de Josh Tomlin en la rotación. Empezó el 2013 con Columbus, pero fue promovido cuando Brett Myers sufrió una lesión en el codo. A partir de entonces permaneció en Grandes Ligas, y terminó la temporada 2013 con marca de 11-5 y 3.85 de efectividad.
En 2014, fue nombrado Lanzador del Mes para septiembre. Culminó la campaña con marca de 18-9 y 2.44 de efectividad. Sus 18 victorias fueron el mayor registro de la liga empatado con Max Scherzer y Jered Weaver, mientras que su efectividad fue la tercera mejor. También ponchó a 269 bateadores en 235 2⁄3 entradas, solo detrás de los 271 de David Price. Aunque los Indios no clasificaron a postemporada, Kluber ganó el Premio Cy Young de la Liga Americana, superando a Félix Hernández de los Marineros de Seattle en una cerrada votación.
El 13 de mayo de 2015, Kluber ponchó a 18 bateadores en ocho entradas en blanco de labor, una marca en su carrera y del equipo, igualando lo hecho por Bob Feller el 2 de octubre de 1938. A pesar de registrar efectividad de 3.49 y 245 ponches, no recibió apoyo ofensivo de sus compañeros, por lo que terminó la campaña 2015 con marca perdedora de 9-16.
El 7 de julio de 2016, fue invitado al Juego de Estrellas en reemplazo del lesionado Marco Estrada. Finalizó la temporada 2016 con marca de 18-9, 3.14 de efectividad y 227 ponches en 215 entradas lanzadas. El 7 de noviembre fue anunciado como finalista al Premio Cy Young de la Liga Americana, junto a Justin Verlander y Rick Porcello.
En 2017, fue invitado por segunda vez de manera consecutiva al Juego de Estrellas, luego de ser reconocido como el Lanzador del Mes de junio en la Liga Americana, donde registró marca de 4-0 con 1.26 de efectividad en seis aperturas. Culminó la temporada con marca de 18-4 y efectividad de 2.25, líder de la Liga Americana en ambas estadísticas, por lo que fue galardonado con el segundo Premio Cy Young de su carrera.
En 2018, Kluber fue seleccionado para su tercer Juego de Estrellas (aunque no lanzó en el juego), y el 24 de septiembre lanzó siete entradas en blanco en la victoria de los Indios ante los Medias Blancas de Chicago por 4-0, dándole su vigésima victoria de la temporada, la primera vez en su carrera que alcanzó ese hito. Comenzó el Juego 1 de la Serie Divisional de la Liga Americana, pero fue el lanzador perdedor después de permitir tres jonrones en 4 2⁄3 entradas contra los Astros de Houston.
El 1 de mayo de 2019, Kluber se fracturó el brazo derecho después de ser golpeado por una línea durante un juego contra los Marlins de Miami. Fue colocado en la lista de lesionados del equipo sin una fecha concreta para su regreso. Después de lanzar un juego simulado el 3 de agosto de 2019, Kluber fue autorizado para una asignación de rehabilitación de ligas menores. El 7 de agosto de 2019, lanzó para los Columbus Clippers en su primera apertura de rehabilitación, concediendo dos carreras en tres entradas. Continuando con su proceso de recuperación, lanzó cuatro entradas para Akron RubberDucks el 13 de agosto de 2019. Sin embargo, la tensión abdominal detuvo su tercer inicio de rehabilitación el 18 de agosto de 2019. Kluber había lanzado 20 lanzamientos en una entrada para Columbus antes de salir. Aunque no volvió a jugar para los Indios en 2019, el equipo anunció el 31 de octubre de 2019 que habían ejercido su opción de club de $17.5 millones en Kluber para la temporada 2020.

### Texas Rangers
El 15 de diciembre de 2019, Cleveland canjeó a Kluber y consideraciones en efectivo a los Rangers de Texas a cambio de Delino DeShields Jr. y Emmanuel Clase. El 26 de julio de 2020, Kluber hizo su debut con los Rangers, pero duró solo una entrada después de experimentar tensión en los hombros. Posteriormente se le diagnosticó un desgarro del músculo redondo mayor, lo que lo envió a la lista de lesionados. Al finalizar la temporada se convirtió en agente libre.

### New York Yankees
El 27 de enero de 2021, Kluber firmó un contrato de un año y $ 11 millones con los New York Yankees. Obtuvo su primera victoria para los Yankees el 27 de abril de 2021, contra los Orioles de Baltimore. Obtuvo la victoria número 100 de su carrera el 2 de mayo, lanzando ocho entradas en blanco contra los Tigres de Detroit.
El 19 de mayo de 2021, Kluber lanzó el 12º juego sin hits en la historia de los New York Yankees, en un partido frente a los Texas Rangers, lanzando 71 de 101 lanzamientos para strikes y ponchando a nueve bateadores en la victoria 2-0. Una base por bolas en la tercera entrada hacia Charlie Culberson fue la única imperfección en un juego por lo demás perfecto. Fue el primer juego sin hits de los Yankees desde el juego perfecto de David Cone en 1999, así como el primer juego sin hits de los Yankees lanzado en el siglo XXI. Además, el juego sin hits ocurrió un día después de que Spencer Turnbull de los Tigres de Detroit lanzara otro juego sin hits, y fue el sexto juego sin hits en general de la temporada 2021 de la MLB.